# Jardines del Rey
Jardines del Rey (deutsch „Gärten des Königs“) wird eine Inselkette an der Nordküste Kubas genannt. Sie befinden sich im Norden der Provinz Ciego de Ávila, die im Mittelosten von Kuba liegt, zwischen den Provinzen Sancti Spíritus (westlich) und Provinz Camagüey (östlich).
Die Inseln Cayo Coco, Cayo Guillermo und Cayo Santa María sind die am besten touristisch erschlossenen Inseln des Archipels. Neben der vielfältigen Vogelwelt (Rote Ibisse) und den tropischen Wäldern, sind vor allem die den Inseln vorgelagerten Korallen sehenswert.

## Geschichte
Die Inselgruppe wurde in den Jahren 1513/1514 von spanischen Entdeckern zu Ehren des damaligen Königs von Spanien, Ferdinand II. dem Katholischen, auf den Namen Jardines del Rey („Gärten des Königs“) getauft.
Im 16. Jahrhundert dienten die abgelegenen Inseln als Rückzugsorte für Korsaren und Piraten. Der französische Freibeuter Jacques de Sores nutzte Berichten zufolge eine der Inseln als Operationsbasis für seinen Angriff auf Santiago de Cuba im Jahr 1554.
Nach der offiziellen Abschaffung des transatlantischen Sklavenhandels im 19. Jahrhundert wurden die Inseln zeitweise als Zwischenstation für illegale Sklavenschiffe verwendet, die versuchten, die Verbote zu umgehen.

## Naturpark El Bagá
Der Naturpark El Bagá (spanisch: Parque Natural El Bagá) wurde am 29. Dezember 2002 auf dem Gelände des ehemaligen Flughafens Cayo Coco gegründet. Benannt nach dem Baga-Baum (árbol del pan), erstreckt er sich über 69 Hektar Wälder und Lagunen auf Cayo Coco und den benachbarten Inseln.
Der Park verfügt über ein Informationszentrum, einen Wanderweg durch einen Bagá-Wald, ein Taíno-Dorf und Tierausstellungen. Der Archipel ist ein natürlicher Lebensraum für karibische Flamingos.